# Aiglepierre
Aiglepierre ist eine Gemeinde im französischen Département Jura in der Region Bourgogne-Franche-Comté.

## Geografie
Aiglepierre liegt auf 350 m, westlich von Salins-les-Bains und etwa 29 Kilometer südöstlich der Stadt Dole. Das Dorf erstreckt sich im westlichen Jura, in einer weiten Talmulde am Nordfuß des Mont Begon und westlich des Mont Poupet.
Die Fläche des 6,97 km² großen Gemeindegebiets umfasst einen Abschnitt des französischen Juras. Der zentrale Teil des Gebietes wird von der offenen Talmulde von Aiglepierre eingenommen, die sich am Fuß des Juraplateaus erstreckt. Sie wird durch den Bach Bief du Vieux Moulin nach Norden entwässert. Im Südwesten leitet ein breiter Sattel zum Flachland von Dole über. Nach Süden erstreckt sich das Gemeindeareal über einen zunächst sanft, im oberen Teil steil ansteigenden Hang auf die Hochfläche des ersten Juraplateaus mit dem Bois Perrey und dem Mont Begon, auf dem mit 631 m die höchste Erhebung von Aiglepierre erreicht wird. Im Westen reicht der Gemeindeboden auf die Kuppen des Bois de Villeret (438 m), welche die Talmulde von Aiglepierre vom Flachland von Dole trennen.
Nachbargemeinden von Aiglepierre sind Mouchard und Pagnoz im Norden, Marnoz im Osten, Pretin und Arbois im Süden sowie Montigny-lès-Arsures und Les Arsures im Westen.

## Geschichte
Aiglepierre könnte auf das antike Petragium zurückgehen, das an der Salzstraße von Salins nach Dole lag. Erstmals urkundlich erwähnt wird das Dorf im Jahr 1270. Zusammen mit der Franche-Comté gelangte Aiglepierre mit dem Frieden von Nimwegen 1678 an Frankreich. Von 1629 bis 1829 wurden hier Kohlevorkommen abgebaut.

## Sehenswürdigkeiten

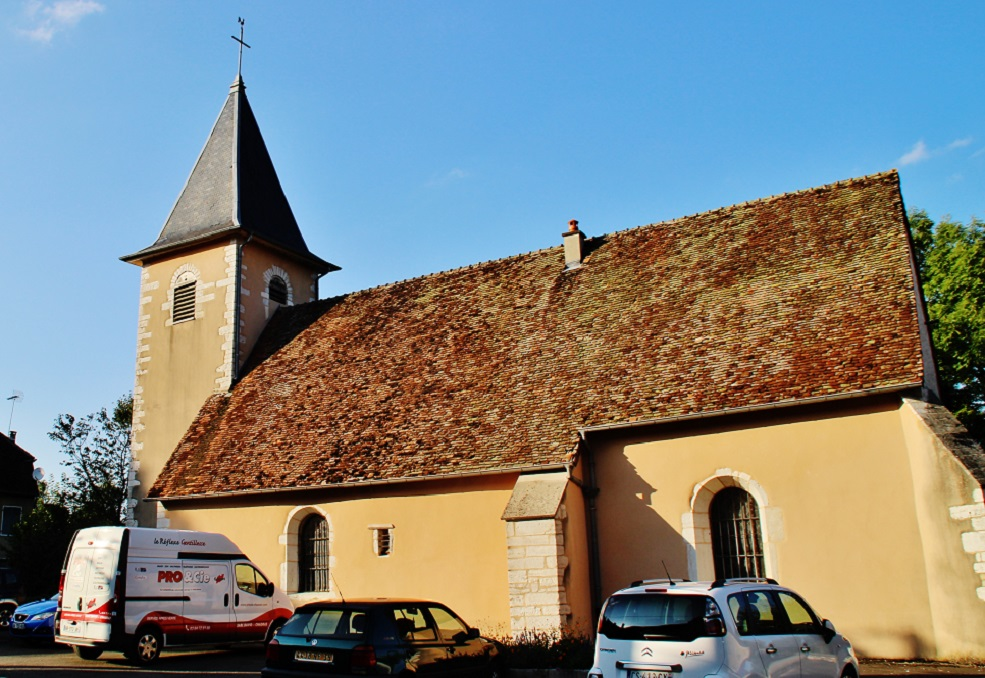
Kirche Saint-Antoine

Die Dorfkirche Saint-Antoine in Aiglepierre besitzt einen Chor im gotischen Flamboyantstil aus dem 15. Jahrhundert sowie eine reich geschnitzte Holzkanzel (17. Jahrhundert). Ein Herrschaftssitz mit Türmchen stammt aus dem 19. Jahrhundert. Im alten Ortskern sind charakteristische Bauernhäuser aus dem 17. bis 19. Jahrhundert erhalten.

## Bevölkerung
| Jahr                       | 1962 | 1968 | 1975 | 1982 | 1990 | 1999 | 2008 | 2017 |
| -------------------------- | ---- | ---- | ---- | ---- | ---- | ---- | ---- | ---- |
| Einwohner                  | 214  | 220  | 259  | 301  | 357  | 342  | 413  | 436  |
| Quellen: Cassini und INSEE |      |      |      |      |      |      |      |      |

Mit 424 Einwohnern (Stand 1. Januar 2022) gehört Aiglepierre zu den kleinen Gemeinden des Départements Jura. Nachdem die Einwohnerzahl in der ersten Hälfte des 20. Jahrhunderts markant abgenommen hatte (1891 wurden noch 436 Personen gezählt), wurde seit Beginn der 1960er Jahre wieder ein Bevölkerungswachstum verzeichnet.

## Wirtschaft und Infrastruktur
Aiglepierre war bis weit ins 20. Jahrhundert hinein ein vorwiegend durch die Landwirtschaft (Ackerbau, Weinbau mit dem Status der Appellation Côtes du Jura und Obstbau) geprägtes Dorf. Daneben gibt es heute einige Betriebe des lokalen Kleingewerbes. Mittlerweile hat sich das Dorf auch zu einer Wohngemeinde gewandelt. Viele Erwerbstätige sind Wegpendler, die in den größeren Ortschaften der Umgebung ihrer Arbeit nachgehen.
Die Ortschaft liegt abseits der größeren Durchgangsstraßen, ist aber von der Hauptstraße D472, die von Dole nach Salins-les-Bains führt, leicht erreichbar. Weitere Straßenverbindungen bestehen mit Les Arsures und Marnoz. Das Gebiet von Aiglepierre wird von der Eisenbahnlinie Dole–Vallorbe durchquert; der nächste Bahnhof befindet sich in Mouchard.